# Бронте, Энн
Энн (А́нна) Бро́нте (англ. Anne Brontë; 17 января 1820, Торнтон, Уэст-Йоркшир, Великобритания — 28 мая 1849, Скарборо, Северный Йоркшир, там же) — английская писательница и поэтесса, младшая из трёх сестёр Бронте. Автор романов «Агнес Грей» и «Незнакомка из Уайлдфелл-Холла», а также ряда стихотворений.
Энн Бронте была младшей дочерью бедного священника ирландского происхождения Патрика Бронте и его жены Марии Бренуэлл. Мать умерла, когда Энн не исполнилось и двух лет. Бо́льшую часть своей жизни Энн провела в деревне Хоэрт (Уэст-Йоркшир). Проучившись два года в школе Роу Хед, она начала работать гувернанткой и стала единственной из сестёр Бронте, добившейся успеха в этом деле: несмотря на неудачу при первом трудоустройстве в семье Ингэм, в дальнейшем девушка в течение пяти лет обучала и воспитывала детей семейства Робинсон. По завершении этого периода младшая Бронте, как и её сёстры, начинает литературную карьеру. В 1846 году вышел совместный сборник стихотворений Шарлотты, Эмили и Энн, в следующем году — роман Энн «Агнес Грей», основанный на её опыте работы гувернанткой. Успех пришёл к писательнице со вторым романом — «Незнакомка из Уайлдфелл-Холла». Книга, опубликованная в 1848 году, критиковала положение женщины в семье, бросая вызов моральным устоям викторианской Англии. «Незнакомка из Уайлдфелл-Холла» считается одним из первых феминистских романов. Менее чем через год после издания книги 29-летняя Энн Бронте умерла от туберкулёза.
По сравнению с известностью старших сестёр — Шарлотты, автора четырёх романов (включая «Джейн Эйр»), и Эмили, написавшей «Грозовой перевал», — литературная слава Энн Бронте невелика. Основной причиной этого принято считать то, что после смерти младшей сестры Шарлотта запретила к дальнейшей публикации «Незнакомку из Уайлдфелл-Холла» — произведение, вызвавшее широкий резонанс в обществе. Обе книги Энн, которым присущи реализм и ирония, коренным образом отличаются от романтических произведений её сестёр — но так же, как романы Шарлотты и Эмили, стали классикой английской литературы.

## Ранние годы

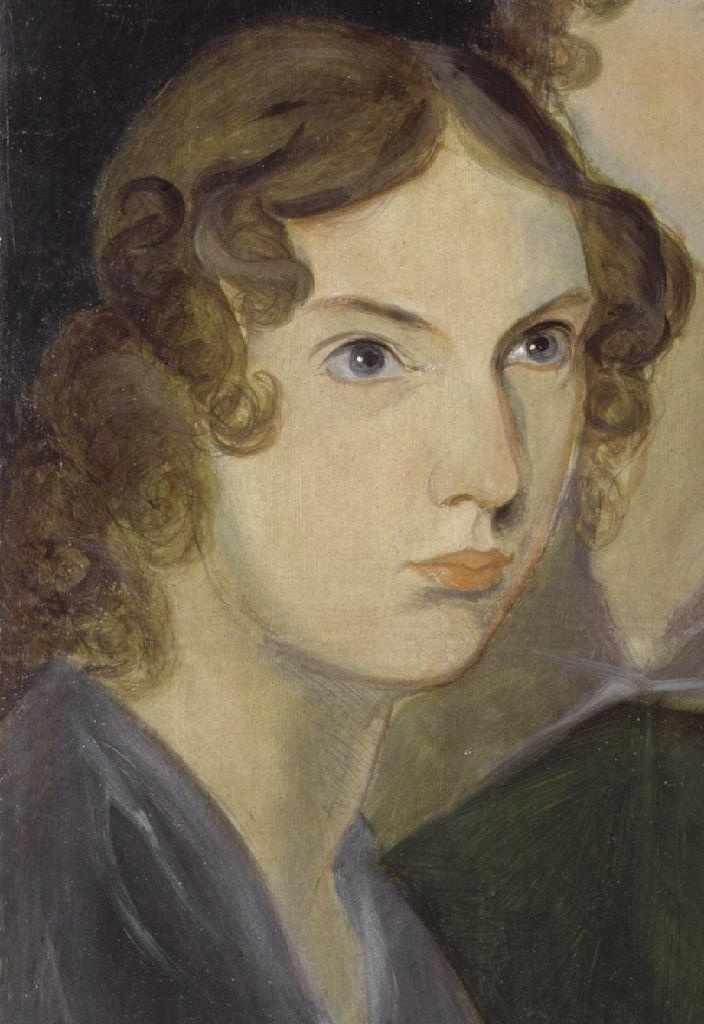
Портрет Энн Бронте работы её брата Бренуэлла

Отец Энн, Патрик Бронте (1777—1861), родился в коттедже из двух комнат в Эмдейле, неподалёку от деревни Лохбрикленд в графстве Даун (Ирландия). Он был старшим из десяти детей бедных ирландских фермеров Хью Бранти и Элеонор Мак-Клори. Ирландская фамилия Мак-Эй О’Прэнти (ирл. Mac Aedh Ó Proinntigh) была англифицирована как Пранти (англ. Prunty) или Бранти (англ. Brunty). Не желая мириться с бедностью, Патрик научился читать и писать, а с 1798 года начал обучать этому других. В 1802 году, в возрасте 26 лет, он получил место на кафедре теологии кембриджского колледжа Святого Иоанна и сменил написание своей фамилии на более благозвучное — Бронте (англ. Brontë). В 1807 году Патрик Бронте был рукоположён в священники англиканской церкви. Через несколько лет он опубликовал свои первые стихотворения, в том числе «Размышления зимним вечером» (англ. Winter Evening Thoughts, 1810, в местной газете), а также сборник «Деревенские стихи» (англ. Cottage Poems, 1811). В 1811 году Бронте стал приходским священником церкви Святого Петра в Хартсхеде (Уэст-Йоркшир), а в следующем году был назначен экзаменатором знаний Библии в школе «Вудхаус Грув» методистской академии. Здесь, в возрасте тридцати пяти лет, он встретил свою будущую жену — племянницу директора школы Марию Бренуэлл.
Мария Бренуэлл (1783—1821) родилась в семье Томаса Бренуэлла, успешного бакалейщика и торговца чаем из Пензанса, и Энн Крейн, дочери ювелира. Восьмая из одиннадцати детей, она росла в достатке и благополучии, а после того, как с разницей в год умерли её родители, уехала помогать своей тёте в школе «Вудхаус Гроув». Когда Патрик Бронте встретил Марию, ей шёл тридцатый год. Это была маленькая аккуратная леди, начитанная, интеллектуальная и приверженная методизму, что сразу же привлекло к ней внимание молодого человека.
Социальное неравенство не помешало Марии и Патрику создать семью, 29 декабря 1812 года они вступили в брак. Мария (1814—1825), их первый ребёнок, родилась после переезда молодой семьи в Хартсхед. В 1815 году, вскоре после рождения второй дочери, Элизабет (1815—1825), Патрик был назначен викарием при часовне в деревне Торнтон, неподалёку от Брадфорда. В Торнтоне появились на свет другие дети: Шарлотта (1816—1855), Патрик Бренуэлл (1817—1848), Эмили Джейн (1818—1848) и Энн (1820—1849).

### Детство
Энн, младшая из шести детей Бронте, родилась 17 января 1820 года в доме 74 на Маркет-стрит в Торнтоне, где её отец имел приход, и была крещена 25 марта того же года. Вскоре после этого Патрик Бронте получил постоянный приход в Хоэрте, и в апреле 1820 года семья переехала на новое место жительства. Пасторат, состоящий из пяти комнат, стал домом для каждого из них до конца жизни.
Энн едва исполнился год, когда здоровье её матери значительно ухудшилось. Мария Бренуэлл умерла 15 сентября 1821 года от рака матки. Не желая, чтобы дети росли без женского внимания, Патрик Бронте пытался найти новую супругу, но безуспешно. В Хоэрте поселилась Элизабет Бренуэлл (1776—1842), которая изначально приехала сюда ухаживать за умирающей сестрой, а впоследствии, руководствуясь чувством долга, навсегда посвятила себя воспитанию её детей. Элизабет была строгой женщиной, ожидавшей от своих племянников уважения, а не любви. Между ней и старшими детьми не было почти никакой привязанности, но младшая, согласно традиции, была её любимицей. Энн спала с ней в одной комнате, и они стали очень близки. Возможно, это оказало влияние на характер и религиозные взгляды девочки.
Согласно биографии Шарлотты, написанной её подругой Элизабет Гаскелл, Патрик Бронте вспоминал, что интеллект младшей дочери развился очень рано: однажды он спросил, чего бы она хотела больше всего, и та ответила: «Прожитых лет и жизненного опыта». На тот момент Энн было четыре года.
Весной 1824 года Патрик отправил старших дочерей (Марию, Элизабет, Шарлотту и Эмили) в школу в Крофтон-Холле (Крофтон, Уэст-Йоркшир), а позднее в школу Clergy Daughters (Кован-Бридж, Ланкашир). После того как Мария и Элизабет умерли от туберкулёза (6 мая и 15 июня соответственно), Шарлотта и Эмили были немедленно возвращены домой. Внезапная смерть старших детей так расстроила мистера Бронте, что он больше не желал куда-либо отпускать оставшихся. В последующие пять лет обучение сестёр и брата проходило дома, в основном под руководством отца и тёти. У детей не возникало желания общаться со своими сверстниками — они предпочитали компанию друг друга. Площадкой для детских игр стали вересковые пустоши около Хоэрта.

### Начальное образование
Домашнее обучение Энн включало в себя музыку и рисование. Бренуэлл, Эмили и Энн получали уроки игры на фортепиано на дому от органиста из церкви в Китли. Все дети развили хорошие навыки рисования благодаря урокам Джона Брэдли, который также проживал в Китли. Элизабет Бренуэлл пыталась обучить девочек ведению домашнего хозяйства, но они уделяли гораздо большее внимание литературе. Обширная библиотека отца служила для них источником знаний. Они читали Библию, а также Гомера, Вергилия, Мильтона, Байрона, Скотта, Шекспира и других авторов, статьи из журналов Blackwood’s Magazine, Fraser’s Magazine и Edinburgh Review; а также изучали историю, географию и биографии.

### Ранние произведения
Чтение помогало развиваться детскому воображению, которое нашло выход в творчестве, когда в июне 1826 года отец подарил Бренуэллу набор игрушечных солдатиков. Всех их вместе дети называли «Двенадцать», а каждому в отдельности они придумали своё имя и характер. Далее последовало создание воображаемого мира, африканского королевства Ангрия, описания которого снабжались нарисованными картами и пейзажами. Дети писали повести о его обитателях, в частности, о жителях столицы — «Стеклянного Города», который позже стал называться Верреополис, а ещё позднее был переименован в Вердополис.
Фантазийные миры и королевства постепенно приобретали черты реальности: в них присутствовали монархи, национальные герои, преступники, иммигранты, были армии, школы, гостиницы и издательства. Государства имели свои газеты, журналы и хроники, которые дети записывали в очень маленьких тетрадках таким мелким почерком, что прочесть написанное можно было лишь с помощью увеличительного стекла.
В 1831 году Эмили и Энн отделились от Шарлотты и Бренуэлла, чтобы создать собственный мир — Гондал.
Подобные увлечения детей Бронте помогли вырасти их литературным талантам, проявившим себя позднее.

### Внешность и характер

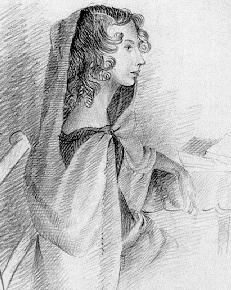
Портрет Энн Бронте работы её сестры Шарлотты. 1834

Энн была очень близка с Эмили, особенно после того, как в январе 1831 года Шарлотта уехала в школу Роу Хед, возглавляемую мисс Маргарет Вулер. Когда Эллен Насси, школьная подруга Шарлотты, посетила Хоэрт в 1833 году, она отметила, что Эмили и Энн были «как близнецы», «неразлучные подруги». Она описывает Энн: 
Милая, нежная Энн была внешне не похожа ни на кого из её семьи. Она была любимицей своей тёти. Её волосы светло-каштанового цвета ниспадали на шею изящными кудрями. Глаза её были фиалково-синими, брови — тонко очерченными, а цвет кожи ясным и бледным. В ту пору она ещё не закончила своего обучения и уделяла особое внимание шитью под присмотром тёти.

### Дальнейшее образование
Обучением Энн занималась также старшая сестра, приехавшая из Роу Хед. Шарлотта вернулась туда в качестве учителя 29 июля 1835 года. Её сопровождала Эмили, как ученица, чьё образование финансировалось преподавательской деятельностью старшей сестры. Но спустя несколько месяцев тоска Эмили по дому отразилась на её здоровье, и ближе к октябрю она вернулась в Хоэрт, а на её место взяли Энн.
В пятнадцать лет Энн впервые уехала из дома в школу Роу Хед, где завела нескольких друзей. Она прилежно занималась, желая получить образование, которое в дальнейшем помогло бы ей зарабатывать на жизнь. Энн проучилась два года, возвращаясь домой только на Рождество и летние каникулы. В декабре 1836 года пребывание в школе было отмечено медалью за примерное поведение.
Не похоже, что Энн и Шарлотта были близки во время их нахождения в Роу Хед. В письмах Шарлотта почти не упоминает о младшей сестре, однако беспокоится о её здоровье. К декабрю 1837 года у Энн развился острый гастрит. Помимо этого, она переживала религиозный кризис. Моравский священник несколько раз навещал её, предполагая, что её недомогание отчасти вызвано стрессом от конфликта с местным англиканским духовенством. Позднее Шарлотта попросила отца забрать Энн домой, пока та полностью не поправится.

## Работа гувернанткой

### Блейк-Холл

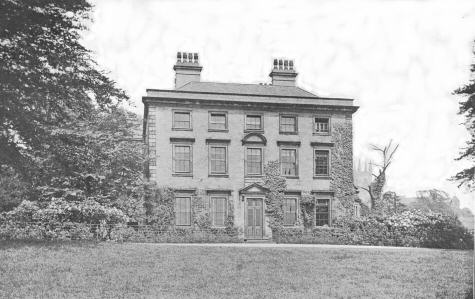
Блейк-Холл. Снимок конца XIX века

Будучи дочерью бедного священника, Энн была вынуждена изыскивать средства к существованию. Её отец не имел частного дохода, а пасторат после его смерти должен был отойти обратно церкви. И спустя год после окончания школы, в возрасте 19 лет, девушка приступила к поискам работы. Учительская деятельность или работа гувернанткой были одними из немногих профессий, доступных в то время для образованной, но бедной женщины. В апреле 1839 года Энн получила должность гувернантки в семье Ингэм, жившей в Блейк-Холле, неподалёку от Мирфилда.
Дети, чьим образованием она занималась, оказались избалованными и непослушными, они издевались над своей гувернанткой. Ей стоило больших усилий контролировать поведение воспитанников и обучать их. Она не могла применить к ним никакого наказания, а когда жаловалась родителям на их непослушание, то получала выговор за отсутствие должного прилежания к труду. Семья Ингэм осталась недовольна работой Энн и вскоре уволила её. На Рождество 1839 года юная леди вернулась домой, к Шарлотте и Эмили, которые также оставили работу гувернантками, и Бренуэллу. Время, проведённое в Блейк-Холле, оказалось печальным опытом, который Энн детально воссоздала в своём автобиографическом романе «Агнес Грей». Само же поместье Блейк-Холл послужило прототипом Грассдейл-Мэнора — места жительства Артура Хантингдона из романа «Незнакомка из Уайлдфелл-Холла».

### Уильям Уэйтмен
По возвращении домой Энн повстречала Уильяма Уэйтмена (англ. William Weightman; 1814—1842). Молодой человек начал работать в приходе с августа 1839 года. Ему было 25 лет, и он получил двухлетний лиценциат по теологии в Даремском университете. Уэйтмен был тепло принят в приходе. В это время Энн писала стихи, из которых можно предположить, что она была в него влюблена. Однако по этому поводу мнения исследователей не совпадают. Единственной, кто высказал свои возможные подозрения о чувствах Энн, была Шарлотта. Однажды она сказала Эллен Насси, что её сестра и Уильям Уэйтмен «смотрятся вместе как картинка».
В Хоэрте Уильям, обладающий привлекательной внешностью и умением располагать к себе людей, вызвал неподдельный интерес. Его доброжелательность по отношению к сёстрам Бронте произвела на них впечатление. Характер Уильяма Уэйтмена схож с тем, которым Энн наделила Эдварда Уэстона, персонажа «Агнес Грей». Это младший священник, к которому испытывает симпатию Агнес; он побудил главную героиню романа вновь увлечься поэзией.
Возможно, чувства Энн к Уэйтмену не были взаимными, и он обращал на неё не больше внимания, чем на старших сестёр Бронте или Эллен Насси. Неизвестно, считала ли Энн, что молодой человек заинтересовался ею. В любом случае, её стихи описывают внешне незаметные, но сильные эмоции, скрытые ото всех и не предполагающие ответа. Возможно и то, что привязанность к Уэйтмену, изначально слабая, со временем переросла в более глубокое чувство.
Позднее Энн могла общаться с Уильямом во время своих отпусков, проводимых дома, особенно летом 1842 года, когда других сестёр не было в Хоэрте. Уильям Уэйтмен умер от холеры в том же году. Энн выразила свою скорбь в стихотворении «I will not mourn thee, lovely one», назвав Уэйтмена «наш любимый».

### Торп-Грин
Во второй раз Энн устроилась работать гувернанткой в семью преподобного Эдмунда Робинсона и его жены Лидии, которые жили в поместье Торп-Грин, располагавшемся неподалёку от Йорка. Это было в 1840 году. Торп-Грин послужил прототипом поместья Хортон-Лодж, описанного в романе «Агнес Грей». У Энн было четверо учеников: пятнадцатилетняя Лидия, тринадцатилетняя Элизабет, двенадцатилетняя Мэри и восьмилетний Эдмунд. Вначале она столкнулась с трудностями, уже испытанными ею в Блейк-Холле. Записи в дневнике Энн говорят о том, что она скучала по дому и своим родным, желая оставить работу, которая ей не нравилась. Её спокойное и доброжелательное обращение с детьми не помогало в их обучении. Но несмотря на внешнее смирение, Энн была настроена решительно и, опираясь на опыт, полученный в Блейк-Холле, в конце концов смогла дисциплинировать своих подопечных. Её работодатели были очень довольны, а сёстры Элизабет и Мэри Робинсон стали её подругами на всю оставшуюся жизнь.
В последующие пять лет Энн проводила со своими домашними не более полутора месяцев в году, приезжая в Хоэрт в июне и на Рождество; всё остальное время занимала работа у Робинсонов. Энн была обязана сопровождать семью в ежегодных поездках в Скарборо. В летние месяцы 1840—1844 годов Энн проводила на курорте до пяти недель. Она очень любила это место, ставшее прообразом приморского городка в последних главах «Агнес Грей» и деревни Линден-Кар в «Незнакомке из Уайлдфелл-Холла».
Несмотря на то, что Энн уже имела работу у Робинсонов, она вместе с Шарлоттой и Эмили подумывала об открытии собственной частной школы. В качестве одного из вероятных мест её размещения сёстры рассматривали пасторат. Но этим планам не суждено было осуществиться, и Энн вернулась в Торп-Грин. Она вновь оказалась дома в начале ноября 1842 года, на похоронах тёти. Шарлотта и Эмили были в это время в Брюсселе. Элизабет Бренуэлл оставила каждой из своих племянниц по 350 фунтов.
В январе 1843 года Энн вернулась к Робинсонам и попросила их взять на работу своего брата, Бренуэлла. Его приняли обучать Эдмунда, который стал уже слишком взрослым для занятий с гувернанткой. Бренуэлл, в отличие от Энн, не жил в одном доме с Робинсонами.
Внешнее спокойствие Энн было результатом внутренней борьбы, уравновешивавшей сильные эмоции и разум, чувство ответственности и решительные намерения. Каждая из трёх сестёр Бронте работала гувернанткой или учительницей, имея проблемы со своими подопечными и поддержкой работодателей, все они тосковали по дому, но только Энн оказалась достаточно упорной, чтобы добиться успеха в своей работе.

### Возвращение домой
В последующие три года Энн и Бренуэлл продолжали учительствовать в Торп-Грине. За это время Бренуэлл завёл роман с миссис Робинсон, женой своего работодателя. Летом 1845 года Энн оставила работу гувернантки, вернувшись домой вместе с братом. Она не указывала причин своего ухода, но принято считать, что поводом для этого послужила её осведомлённость об отношениях между Бренуэллом и миссис Робинсон. Брат Энн был уволен, когда мистер Робинсон узнал о его отношениях со своей супругой. Несмотря на поведение брата, Энн сохранила близкие отношения с Элизабет и Мэри Робинсон — они продолжали оживлённую переписку. Сёстры Робинсон приезжали навестить Энн в декабре 1848 года.
Энн уже не была связана работой, и она увлекла Эмили в путешествие по тем местам, которые узнала и полюбила за пять лет. Первоначально сёстры намеревались посетить Скарборо, но вместо этого они отправились в Йорк, где Энн показала Эмили Йоркский собор.

## Публикации

### Сборник стихотворений

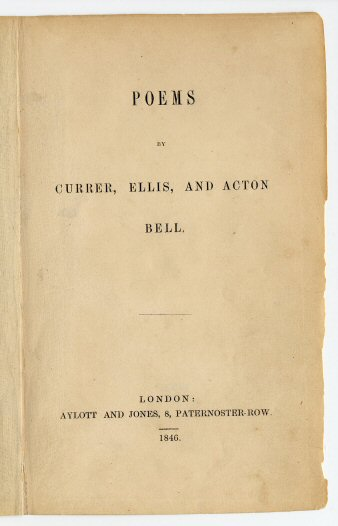
«Стихотворения Каррера, Эллиса и Эктона Беллов». Титульная страница первого издания

Летом 1845 года все четверо детей Бронте оказались дома с отцом. Ни у кого из них не было перспектив дальнейшей трудовой деятельности. Тогда же Шарлотта обнаружила стихотворения Эмили, о существовании которых ранее знала только Энн, соавтор сестры по «Хроникам Гондала». Старшая Бронте предложила опубликовать их. Когда Энн показала Шарлотте и свои стихи, та, приняв обычный покровительственный тон, отозвалась о них как о «тоже не лишённых своеобразного милого пафоса».
В конце концов сёстры, всё же достигнув взаимопонимания, решили издать сборник стихотворений на деньги, оставленные им тётей. О своих намерениях они не стали говорить никому: ни Бренуэллу, ни отцу, ни своим друзьям. Эмили и Энн предложили к публикации по 21 стихотворению, Шарлотта — 19.
Не желая, чтобы половая принадлежность авторов оказала влияние на мнение о сборнике, каждая из сестёр взяла себе «мужской» псевдоним, начальные буквы которого были такими же, как в её собственных имени и фамилии. «Стихотворения Каррера, Эллиса и Эктона Беллов» (Шарлотты, Эмили и Энн Бронте) поступили в продажу в мае 1846 года. Стоимость издания составила примерно ¾ ежегодного жалованья Энн в Торп-Грине. 7 мая первые три копии сборника были доставлены сёстрам. Книга получила три одобрительных отзыва критиков, но продавалась плохо — в год публикации было куплено всего два экземпляра.
Несмотря на это, Энн позднее издала и другие свои стихотворения: «Три ориентира» («The Three Guides»; Fraser’s Magazine, август 1848) и «Не верь, коль говорят…» («Believe not those who say…»; Leeds Intelligencer и Fraser’s Magazine, декабрь 1848).

### «Агнес Грей»

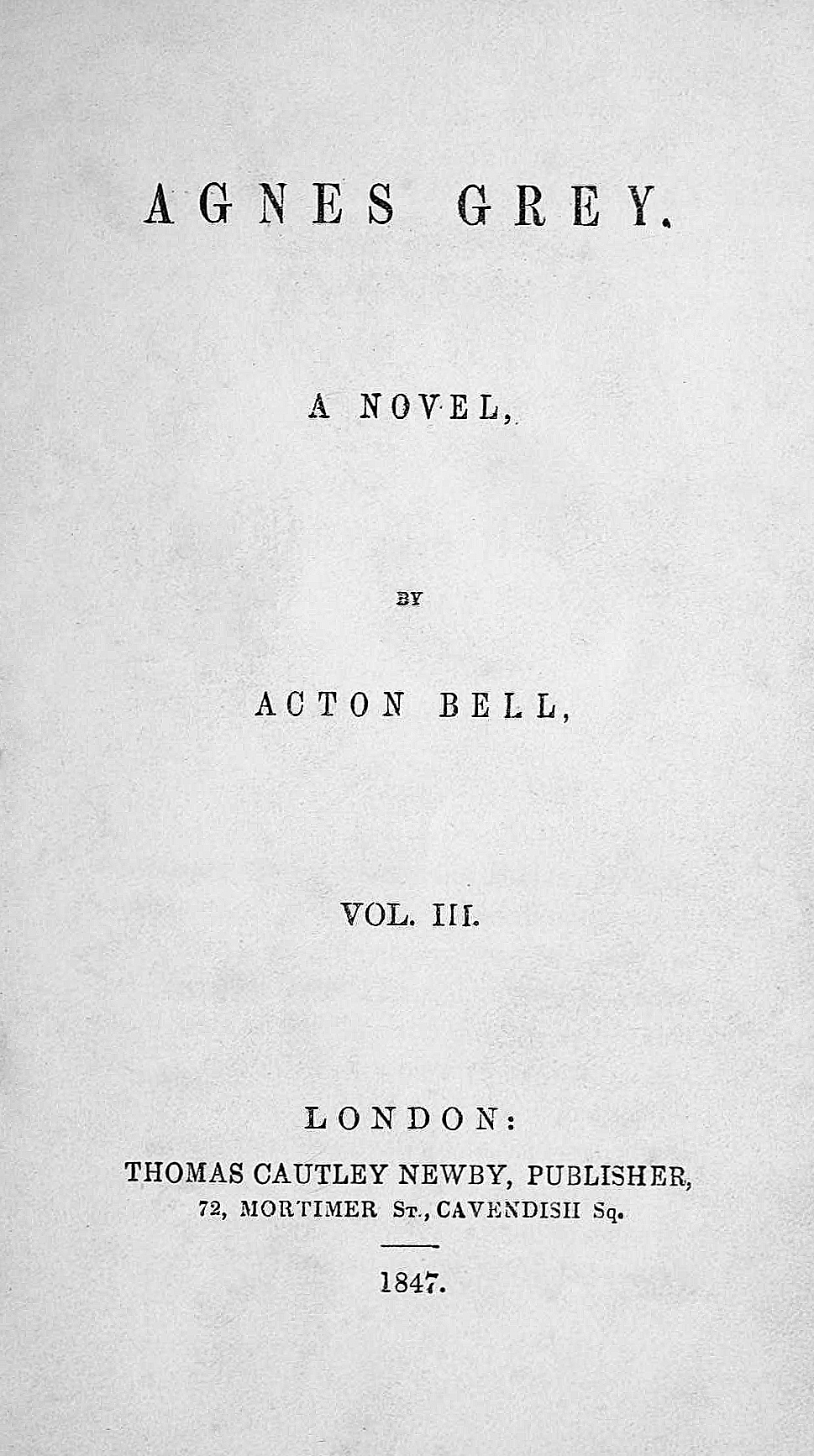
«Агнес Грей». Титульная страница первого издания

Ещё до опубликования сборника стихотворений сёстры начали работу над новым проектом. Каждая из них готовила к публикации собственный роман: «Учитель» (Шарлотта), «Грозовой перевал» (Эмили), «Агнес Грей» (Энн). В июле 1846 года три готовых рукописи были отправлены лондонским издателям.
После нескольких отказов «Грозовой перевал» Эмили и «Агнес Грей» Энн были приняты к публикации Томасом Коутли Ньюби (Лондон), тогда как «Учитель» был отвергнут всеми издателями, которым его посылали. Невзирая на неудачу, Шарлотта вскоре закончила свой второй роман, «Джейн Эйр», — и он был немедленно принят лондонским издательским домом Smith, Elder & Co и опубликован раньше, нежели произведения Эмили и Энн, которые «задержались в печати». Второй роман Шарлотты был отлично принят читателями сразу же после публикации. Тем временем Эмили и Энн были вынуждены выплатить 50 фунтов в качестве издержек на печать. В конце концов Ньюби, убеждённый успехом «Джейн Эйр», опубликовал «Грозовой перевал» и «Агнес Грей». Произведения пользовались большим успехом, но гораздо более драматичный «Грозовой перевал» полностью затмил «Агнес Грей».

### «Незнакомка из Уайлдфелл-Холла»
Второй роман Энн, «Незнакомка из Уайлдфелл-Холла», был опубликован в последнюю неделю июня 1848 года. Книга имела феноменальный успех — её первый тираж был полностью распродан всего за шесть недель.
У британских издателей сложилось мнение, что под псевдонимами «Каррер Белл», «Эктон Белл» и «Эллис Белл» скрывается один и тот же человек. Предлагая американским издателям три рукописи: «Джейн Эйр», «Грозовой перевал» и «Незнакомку из Уайлдфелл-Холла», именно последнюю они называли лучшей из трёх книг автора Белла.
В США роман пользовался ещё большей популярностью, чем в Великобритании, американские критики отнеслись к обоим произведениям писательницы гораздо благосклоннее, нежели британские, — в журнале Literature World об «Эктоне Белле» отзывались как о литературном гении, чьи романы не уступают книгам Чарльза Диккенса:

Какими бы неприятными эти произведения [«Агнес Грей» и «Незнакомка из Уайлдфелл-Холла»] ни находили незрелые умы, не способные отсеять мякину пошлости от ценного зерна гения, тяготящего их, очень многие будут радостно приветствовать их появление, наслаждаясь свежестью и мощью, дерзким и красноречивым развитием внешне скрытых страстей человеческого сердца, которое много интереснее прослеживать, нежели бродить беспокойными тропами и тёмными аллеями, которыми блуждающий огонёк гения Диккенса так долго водил умы общественности.
Оригинальный текст (англ.)However objectionable this works may be to crude minds which cannot winnow the chaff vulgarity from rich grain of genius which burdens them, very many, while enjoying the freshness and vigour, will gladly hail their appearance, as boldly and eloquently developing blind places of wayward passion in the human heart, which is far more interesting to trace than all bustling traces and murky alleys, through which the will-o’-the-wisp genius of Dickens has so long led the public mind.

«Незнакомка», возможно, является самым шокирующим из произведений сестёр Бронте. Реалистичные описания проявлений алкоголизма и распущенности не могли оставить равнодушными читателей викторианской эпохи. Хелен Грэхем, незнакомка (в оригинале англ. The Tenant — арендатор) из Уайлдфелл-Холла, привлекает внимание Гилберта Маркхема, и тот постепенно раскрывает её загадочное прошлое: как она начала заниматься живописью, зарабатывая таким способом на жизнь, и почему убежала от своего распущенного мужа, Артура Хантингдона.
В настоящее время сложно оценить, насколько дерзкий вызов бросила «Незнакомка» социальным устоям и закону. В 1913 году Мэй Синклер сказала, что волна от грохота двери, которую захлопнула Хелен Хантингдон перед лицом своего мужа, прокатилась по всей Англии. Героиня Энн в конечном счёте покидает супруга, чтобы спасти их общего сына от дурного влияния отца. Она пишет картины, чтобы прокормить себя и ребёнка, живёт под вымышленным именем и старается держаться подальше от общества, опасаясь разоблачения. Совершив подобное, она нарушает не только обычаи общества, но и государственный закон. Вплоть до конца XIX века замужняя женщина не имела никаких юридических прав: не могла владеть частной собственностью, подавать на развод и контролировать воспитание своих детей. Если жена пыталась жить отдельно от мужа, то он имел полное право потребовать её возвращения. Если она забирала своих детей, это считалось похищением. Наконец, самостоятельное зарабатывание денег юридически расценивалось как кража, поскольку все средства замужней женщины по закону принадлежали её супругу.
Среди критиков распространено мнение, что одним из основных поводов для изображения в романе распущенности, проявлений алкогольной зависимости и употребления опиума был печальный опыт морального падения брата Энн — Бренуэлла. Тема последствий алкоголизма для викторианской Англии была непроста — о ней предпочитали умалчивать. Современные критики также признают «Незнакомку из Уайлдфелл-Холла» одним из первых феминистских романов.

## Болезнь и смерть

### Поездка в Лондон
В июле 1848 года, желая развеять слух о том, что три «брата Белла» были одним человеком, Шарлотта и Энн отправились в Лондон, к издателю Джорджу Смиту, в обществе которого провели несколько дней. Много лет спустя после смерти Энн он изложил свои впечатления о ней в журнале «Корнхилл». По его словам, она была «нежная, тихая, смиренная, отнюдь не красотка, но приятной наружности. Её манеры странным образом выражали просьбу о защите и поддержке, и подобное вызывало симпатию».
В своём предисловии ко второму изданию «Незнакомки из Уайлдфелл-Холла», которое вышло в августе 1848 года, Энн разъяснила цели, с которыми она написала роман. Это был ответ на обвинения критиков (в числе которых была и её сестра Шарлотта), считавших изображение Артура Хантингдона чересчур натуралистичным и шокирующим:

Когда мы имеем дело с порочными и безнравственными персонажами, я считаю, что лучше изображать их такими, какими они являются на самом деле, нежели такими, какими нам бы хотелось их видеть. Следуя правилу показывать нечто плохое в наименее отвратительном свете, писатель, несомненно, имеет наилучшие намерения; но является ли этот путь самым честным и верным? Что лучше: выявить все западни и ловушки на пути молодого и безрассудного путешественника или прикрыть их ветками и цветами? О читатель! Если бы было поменьше всех этих красивых сокрытий фактов, поменьше шёпота: «Мир! Мир!» — когда мира нет, то тогда меньше бы греха и страданий выпадало на долю молодых людей обоих полов, которые вынуждены получать знание жизни из собственного горького опыта.
Оригинальный текст (англ.)When we have to do with vice and vicious characters, I maintain it is better to depict them as they really are than as they would wish to appear. To represent a bad thing in its least offensive light, is doubtless the most agreeable course for a writer of fiction to pursue; but is it the most honest, or the safest? Is it better to reveal the snares and pitfalls of life to the young and thoughtless traveller, or to cover them with branches and flowers? O Reader! if there were less of this delicate concealment of facts–this whispering 'Peace, peace', when there is no peace, there would be less of sin and misery to the young of both sexes who are left to wring their bitter knowledge from experience.

Помимо этого, Энн резко осудила тех критиков, чьё мнение о литературном произведении и суждения о том, что следует или не следует писать, зависели от половой принадлежности автора. Её слова разрушают стереотипный образ Энн, «кроткой и нежной»:

Я полагаю, что хорошая книга является таковой, вне зависимости от пола её автора. Все романы существуют или должны быть написаны для чтения и мужчинами, и женщинами; и я никак не могу уяснить, почему мужчина может позволить себе написать нечто такое, что будет позорным для женщины, а женщине нельзя писать о том, что будет правильным и подобающим для мужчины.
Оригинальный текст (англ.)I am satisfied that if a book is a good one, it is so whatever the sex of the author may be. All novels are or should be written for both men and women to read, and I am at a loss to conceive how a man should permit himself to write anything that would be really disgraceful to a woman, or why a woman should be censured for writing anything that would be proper and becoming for a man.

Растущая популярность романов «братьев Беллов» возродила интерес к «Стихотворениям Каррера, Эллиса и Эктона Беллов», впервые опубликованным издательским домом «Эйлотт и Джонс» (Aylott and Jones). Оставшийся тираж был выкуплен издательством «Смит, Элдер и Ко» (Smith, Elder & Company) и выпущен в новой обложке в ноябре 1848 года. Продавался сборник по-прежнему плохо.

### Семейные трагедии

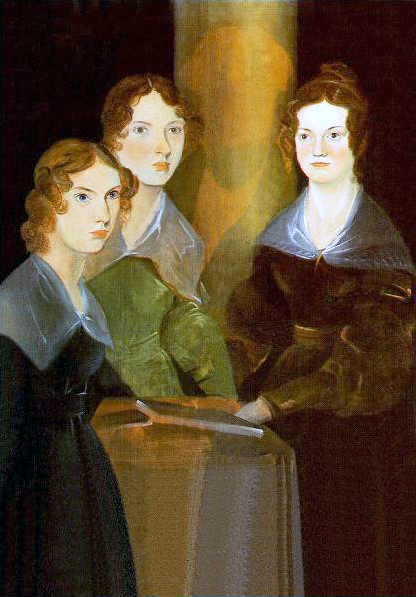
Совместный портрет сестёр Бронте, написанный их братом Бренуэллом около 1834 года. Слева направо: Энн, Эмили, Шарлотта. Видна тень Бренуэлла, появившаяся после того, как он стёр своё изображение

Только на пороге тридцатилетия сестёр Бронте успешная литературная карьера стала для них реальностью. Однако семью ожидал период несчастий: уже через десять месяцев с момента публикации «Незнакомки из Уайлдфелл-Холла» троих из детей Патрика Бронте, включая саму Энн, не будет в живых.
Здоровье Бренуэлла ухудшалось в течение последних двух лет, но регулярное употребление им спиртных напитков не давало обратить на это должного внимания со стороны врачей. Он умер утром 24 сентября 1848 года, в возрасте тридцати одного года. Эта внезапная потеря стала потрясением для всей семьи. Среди причин смерти указывались хронический бронхит и общая атрофия, но в наши дни, исходя из симптомов недомогания, принято считать, что он болел ещё и туберкулёзом.
Зимой 1848 года вся семья страдала от простуд и кашля. Больше всего опасений вызывало состояние здоровья Эмили. Она стремительно угасала в течение последующих двух месяцев, отказываясь от любой медицинской помощи вплоть до утра 19 декабря, когда, чувствуя сильную слабость, проговорила: «Если вы пошлёте за доктором, то я поговорю с ним». Но было слишком поздно — и в два часа дня, после короткой отчаянной попытки уцепиться за жизнь, Эмили умерла; ей было тридцать лет.
Энн тяжело перенесла смерть сестры, и горе подорвало её здоровье. После Рождества она заболела гриппом. Симптомы болезни всё усиливались, и в январе отец вызвал для неё врача из Лидса, который диагностировал прогрессирующий туберкулёз, сказав, что шансы на выздоровление крайне малы. Энн восприняла новость с присущими ей решимостью и самообладанием. В письме к Эллен Насси она выразила надежду на выздоровление:

Я не боюсь смерти. Если бы я считала её неизбежной, я думаю, я легко бы с ней смирилась… Но я хочу, чтобы Господь пощадил меня не только ради папы и Шарлотты, но ещё потому, что я хочу сделать что-то хорошее в этом мире, прежде чем покину его. У меня есть много планов на будущее — они, конечно, скромные и несущественные — но я не хочу, чтобы они пошли прахом, а моя жизнь оказалась почти бесцельной. Но да будет Воля Божья.
Оригинальный текст (англ.)I have no horror of death: if I thought it inevitable I think I could quietly resign myself to the prospect... But I wish it would please God to spare me not only for Papa's and Charlotte's sakes, but because I long to do some good in the world before I leave it. I have many schemes in my head for future practise–humble and limited indeed–but still I should not like them all to come to nothing, and myself to have lived to so little purpose. But God's will be done.

В отличие от Эмили, Энн принимала все необходимые лекарства и следовала советам врачей. В том же месяце она написала своё последнее стихотворение «A dreadful darkness closes in…», в котором рассматривает своё осознание смертельной болезни. Состояние здоровья Энн колебалось в течение нескольких последующих месяцев, постепенно ухудшаясь.

### Смерть

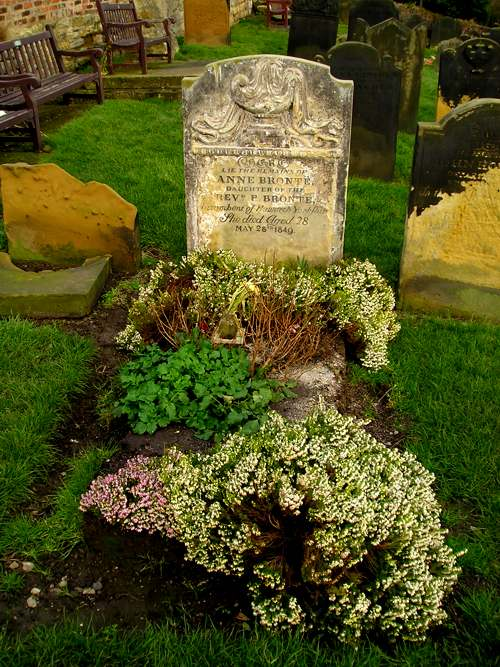
Могила Энн Бронте в Скарборо. Снимок 2005 года

В феврале 1849 года самочувствие Энн немного улучшилось, и она приняла решение вновь посетить Скарборо — в надежде, что смена обстановки и свежий морской воздух помогут ей справиться с болезнью. 24 мая 1849 года Энн, попрощавшись с отцом и прислугой в Хоэрте, отправилась вместе с Шарлоттой и её подругой Эллен Насси в Скарборо. По дороге они на сутки остановились в Йорке, где Шарлотта и Эллен, катая Энн в инвалидном кресле, совершили несколько покупок и по её просьбе посетили Йоркский собор.
Несмотря на лечение и заботу близких, силы Энн быстро истощались; ко времени прибытия в Скарборо стало ясно, что ей осталось жить считанные дни. В воскресенье 27 мая больная спросила у сестры, не лучше ли ей, Энн, вернуться в Хоэрт и умереть в родных стенах. Врач, посетивший Энн в тот же день, сообщил ей, что она находится при смерти. Младшая Бронте спокойно восприняла его слова. Она выразила любовь и благодарность Шарлотте и Эллен и, чувствуя горе сестры, прошептала ей: «Мужайся». Энн умерла, оставаясь в сознании, в понедельник 28 мая 1849 года в два часа пополудни.
В последующие дни Шарлотта приняла решение «оставить цветок там же, где он упал». Энн была похоронена не в Хоэрте, как вся её семья, а в Скарборо. Погребение состоялось в среду, 30 мая, поэтому Патрик Бронте не смог приехать — при всём желании он не успел бы преодолеть расстояние в 70 миль (110 км), отделяющее Хоэрт от Скарборо. Бывший директор школы Роу Хед, Маргарет Вулер, будучи в то время в Скарборо, присутствовала на траурной церемонии вместе с Шарлоттой и Эллен Насси. Могила писательницы находится на кладбище при церкви Святой Марии — там, где открывается вид на бухту. На надгробии написано: «Здесь покоятся останки Энн Бронте, дочери преподобного Патрика Бронте, имеющего приход в Хоэрте, Йоркшир. Она умерла 28 мая 1849 года, в возрасте 28 лет». В действительности Энн было 29 лет.

## Литературная репутация
Спустя год после смерти Энн, когда её романы потребовали дальнейшего переиздания, Шарлотта запретила к повторной публикации «Незнакомку из Уайлдфелл-Холла». В 1850 году она писала:

«Уайлдфелл-Холл» едва ли представляется мне желанным для сохранения. Выбор темы в романе был ошибкой; она была так мало схожа с характером, вкусами и идеями нежного, застенчивого и неопытного автора.
Оригинальный текст (англ.)Wildfell Hall it hardly appears to me desirable to preserve. The choice of subject in that work is a mistake, it was too little consonant with the character, tastes and ideas of the gentle, retiring inexperienced writer.

Поступок Шарлотты стал главной причиной того, что Энн осталась в тени славы своих сестёр. Роман Энн, с его описаниями сцен физического и психологического насилия, указывающий на необходимость разрешения разводов, был слишком смелым для викторианской эпохи.
Впоследствии романы Шарлотты и «Грозовой перевал» Эмили продолжали издаваться, закрепив за старшими сёстрами писательскую славу, в то время как Энн была забыта. Долгое время считалось, что в сравнении со своими сёстрами — Шарлоттой, наиболее продуктивной как писательница, и Эмили, признанным гением, — младшая Бронте была совершенно незначительным автором. Причина этого кроется ещё и в том, что Энн резко отличалась от своих сестёр — и как личность, и как писатель. Сдержанная, рассудительная, реалистическая манера автора «Агнес Грей» гораздо ближе к «Доводам рассудка» Джейн Остин, чем к «Джейн Эйр» Шарлотты. Педантичный реализм и социальная критика «Незнакомки из Уайлдфелл-Холла» не имеют ничего общего с романтизированной жестокостью «Грозового перевала» Эмили. Религиозные взгляды универсалистки Энн, отражённые в её романах и напрямую высказанные в её стихотворениях, не разделялись её старшими сёстрами. Проницательная проза Энн Бронте имеет иронический оттенок, свидетельствующий об авторской бескомпромиссности в выявлении и описании общественных проблем.

### Новаторство
Шарлотта Бронте традиционно считается первым в истории литературы автором, представившим в качестве главной героини романа бедную некрасивую гувернантку. Тем не менее ещё за девять месяцев до того, как Шарлотта приступила к работе над «Джейн Эйр», Энн в своей книге «Агнес Грей» описала жизнь внешне неприметной девушки, вынужденной устроиться на должность домашней учительницы. Элизабет Лэнгленд называет Энн в числе первых писательниц, ведущих повествование от лица женщины. Она же указывает на беспрецедентность самого́ выбора героинь обоих романов младшей Бронте. Агнес Грей — обычная, ничем не примечательная девушка, не обладающая ни красотой, ни достатком; ей нечем привлечь внимание читателей или мужчин — персонажей романа. Но Энн делает Агнес Грей повествователем — и вот обыкновенная девушка начинает возбуждать интерес и любопытство.
В произведениях Энн события, частично или полностью, излагаются из женских уст. В романе «Агнес Грей» главная героиня использует доверительное обращение — «Читатель». Возможно, всё это стало примером для старшей сестры: очевидно, история гувернантки, рассказанная в «Агнес Грей», оказала значительное влияние на последующее творчество Шарлотты, в особенности на её романы «Джейн Эйр» и «Городок». До «Джейн Эйр» старшая Бронте никогда — даже в своих ранних произведениях — не описывала события от лица женщины.

### Ранняя критика
Книга «Агнес Грей» после выхода из печати почти не привлекла внимания критиков, тогда как публикация «Незнакомки из Уайлдфелл-Холла» вызвала в литературных кругах настоящий скандал. Несмотря на то, что многие признавали за романом неоспоримые литературные достоинства, такие как «мощь» и «эффектность», почти все отзывы о книге сводились к тому, что это — неподходящий выбор для женской читательской аудитории. Утверждалось, что роман изобилует отвратительными сценами распущенности, не несущими никакого предостережения или наставления, но лишь «портящими» произведение.
В предисловии к сокращённому изданию «Незнакомки из Уайлдфелл-Холла», выпущенному в 1900 году, писательница Мэри Уорд, известная своими антифеминистскими убеждениями, критиковала автора за «узость взглядов» и «отсутствие воображения», заявляя, что Энн Бронте все помнят не как автора этого романа, а всего лишь как младшую сестру Шарлотты и Эмили.
Несмотря на то, что к началу XX века об Энн Бронте сформировалось мнение как о писательнице совершенно незначительной в сравнении со своими сёстрами, у неё по-прежнему находились поклонники в литературной среде. Так, ирландский писатель Джордж Мур утверждал, что Энн Бронте «обладала всеми качествами, которые были у Джейн Остин, а также многими другими» и что «поживи она хотя бы на десять лет дольше, она бы заняла в литературном мире место рядом с ней, возможно, даже выше». Он же считал «Агнес Грей» «самой совершенной прозой в английской литературе», полагая её повествовательную манеру «простой и прекрасной, как муслиновое платье». Хотя Мур отдавал предпочтение дебютному роману Энн, «Незнакомка из Уайлдфелл-Холла», по его мнению, обладала редчайшим литературным качеством «неистовства».

### Современная критика
В 1959 году вышли из печати сразу две биографии Энн Бронте, в которых были предприняты попытки переоценить масштаб её творчества. Несмотря на это, «Незнакомка из Уайлдфелл-Холла» не добилась признания большинства критиков даже после своей первой экранизации в 1968 году. В своём эссе о романе «Грозовой перевал» Дерек Трэверси вскользь упоминает о втором романе Энн как о «книге, которой нечего предоставить кроме того, что гораздо более высоко ценимо в романах её сестёр».

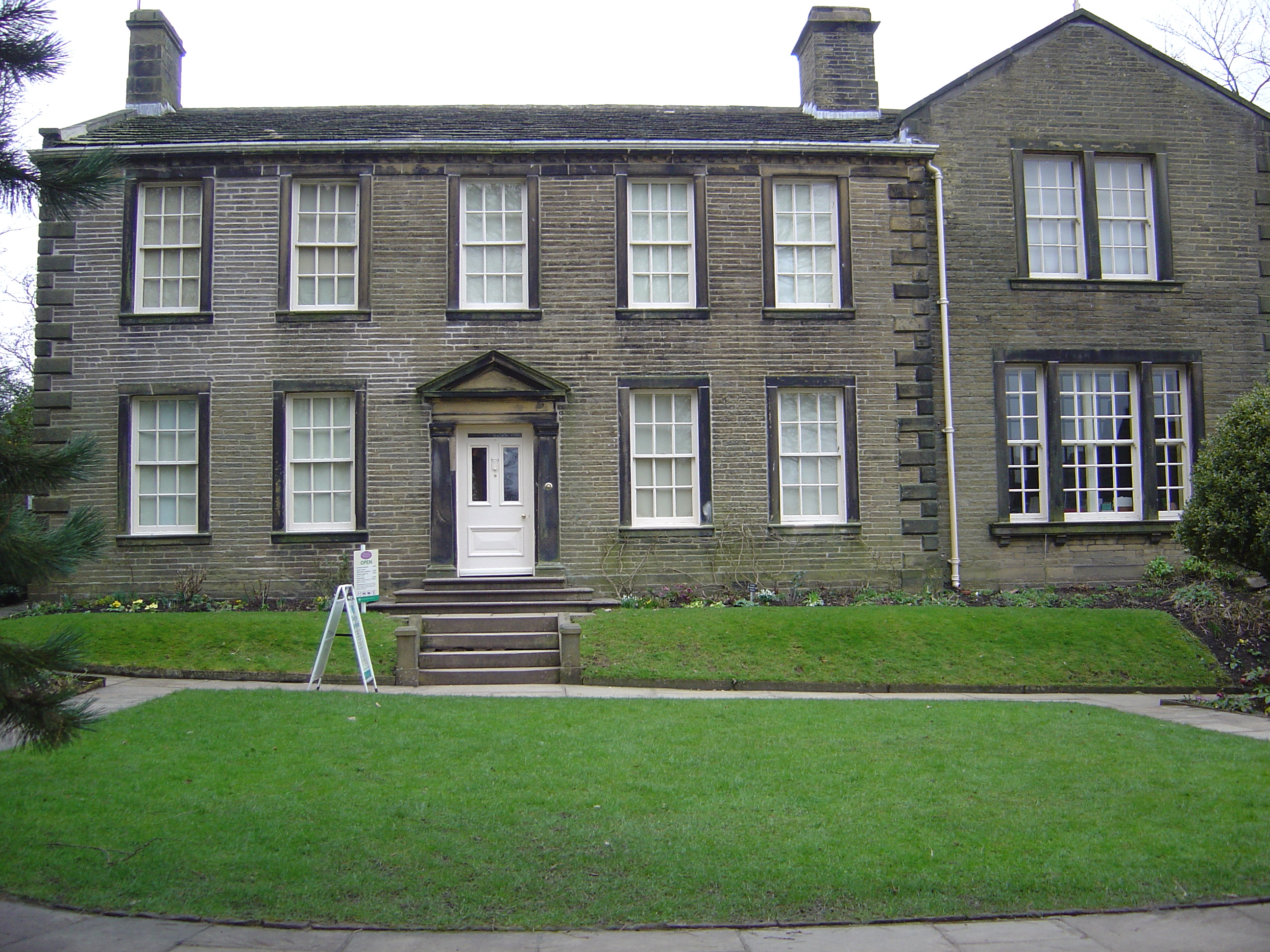
Музей сестёр Бронте

Лишь к концу XX века критики начали постепенно признавать самостоятельную литературную значимость младшей Бронте. Так, Элизабет Лэнгленд в своей биографии Энн Бронте писала:

Стоит поразмыслить, что́ было бы, если бы «Незнакомка из Уайлдфелл-Холла» публиковалась бы и далее, как «Агнес Грей», чтобы критики имели возможность вновь ознакомиться с более значительным романом Энн и измерить существенный рост в художественном плане между двумя этими произведениями. Сама Шарлотта никогда не достигла широты воображения Энн. Более того, Энн было всего двадцать восемь лет, когда она закончила «Незнакомку из Уайлдфелл-Холла»; в том же возрасте Шарлотта написала только «Учителя».
Оригинальный текст (англ.)It is worth pausing briefly to reflect on what might have been Anne’s fate had the Tenant of Wildfell Hall been re-published with Agnes Grey so that critics could re-acquaint themselves with Anne’s greater novel and so that critics could take that opportunity to measure the substantial artistic growth between the two novels. Charlotte herself never accomplished Anne’s imaginative range. Further, Anne was only twenty-eight when she wrote The Tenant of Wildfell Hall; at a comparable age, Charlotte had produced only The Professor.

Барбара и Гарет Ллойд Эванс в своей книге «Общедоступный путеводитель по [семье] Бронте» (англ. Everyman’s Companion to the Brontës) утверждали:

«Незнакомка из Уайлдфелл-Холла» Энн Бронте заставляет большинство писательниц нашего времени устыдиться, однако она до сих пор не получила должного признания как роман, который по структуре, стилю, ясности тематики соответствует лучшим произведениям её сестёр. Кроме того, «Незнакомка из Уайлдфелл-Холла» провозглашает и утверждает женскую независимость не менее смело, чем любой из романов Шарлотты. Она отличается от творений сегодняшних крикливых «прозелиток» здравомыслием, проницательностью и отсутствием слезливости по отношению к женщинам.
Оригинальный текст (англ.)A.B.’s Tenant of Wildfell Hall puts most of our contemporary female novel-writers to shame, but it has still not received its deserved acclaim as a novel that, in construction, style, clarity of theme, compares with the greatest that Emily and Charlotte wrote. Apart from this, it is as fearless and affirmative in its assumption and declaration of the independence of women as any of Charlotte’s and is more clear-headed, shrewd, and unsentimental about womankind than today’s noisy proselytizers.

В настоящее время, когда интерес к женскому литературному творчеству возрастает, оценки жизни и произведений Энн Бронте активно пересматриваются. Процесс переосмысления значения работ писательницы приводит к признанию того факта, что она — не только младшая сестра Шарлотты и Эмили Бронте, но вполне самодостаточная и значимая литературная фигура.

## Память

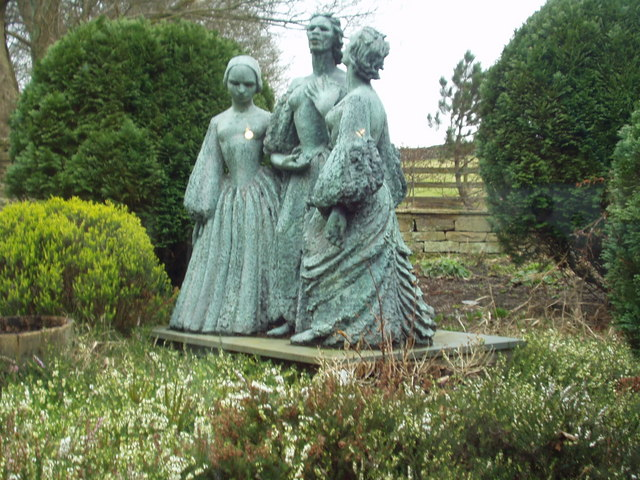
Памятник сёстрам Бронте

- В деревне Хоэрт, ставшей второй родиной для сестёр Бронте, установлен памятник — скульптурное изваяние фигур трёх писательниц[127].
- В честь сестёр Бронте назван кратер на Меркурии[128].

## Экранизации
- В 1946 году на экраны вышел кинофильм «Преданность» (США)[129]. Роль Энн Бронте исполнила Нэнси Коулмен[130].
- Первой экранизацией «Незнакомки из Уайлдфелл-Холла» стал четырёхсерийный телевизионный сериал (1968) британского режиссёра Питера Сэсди[англ.]. Главные роли в сериале исполнили Джанет Манро, Корин Редгрейв и Брайан Маршалл[англ.][122].
- В 1996 году британский режиссёр Майк Баркер[англ.] снял по тому же роману одноимённый мини-сериал, в котором играли Тара Фицджеральд, Руперт Грейвс, Тоби Стивенс и другие актёры[131].